# Georgia Jones
Georgia Louise Jones (Trafford, 3 aprile 1990) è una cestista britannica.

## Carriera
Con la Gran Bretagna ha disputato due edizioni dei Campionati europei (2013, 2019).